# Dienst Nationale Recherche
De Dienst Nationale Recherche van het KLPD, kortweg de Nationale Recherche, was een samenvoeging van de voormalige kernteams, de Unit Synthetische Drugs en de Unit Mensensmokkel en werd sinds  1 januari 2005 geheel binnen het KLPD geïntegreerd. De onderzoeken van de Nationale Recherche vonden plaats onder het gezag van het Landelijk Parket van het Openbaar Ministerie.
De Nationale Recherche moet niet verward worden met de rijksrecherche, die onderzoek doet naar strafbare feiten door overheidsfunctionarissen.

## Taken
De Nationale Recherche hield zich bezig met de bestrijding van zware en georganiseerde criminaliteit met een qua groepering of aard landelijk of internationaal karakter. Daarnaast vervulde zij een expertisefunctie op haar aandachtsgebieden:
- smokkel van en grensoverschrijdende handel in cocaïne, heroïne, mensen, vuurwapens en explosieven;
- de productie van en handel in synthetische drugs;
- witwassen;
- ideologische misdaad oftewel terrorisme en gewelddadig activisme

## Organisatie
De Nationale Recherche beschikte over zes tactische units, te weten vijf geografisch verdeelde units voor de bestrijding van de zware en georganiseerde misdaad en de Unit Contra Terrorisme en Activisme. De dienst had ongeveer 850 medewerkers.
Een in 2008 naar voren gekomen scriptie-onderzoek uit 2006 bracht aan het licht dat de samenwerking tussen de CIE bij de Nationale Recherche (CIE/NRI) en de AIVD werd gekenmerkt door wantrouwen. De AIVD werd er van beschuldigd dat zij te weinig informatie doorgaf, maar omgekeerd wel toegang tot het gehele informantenbestand van de CIE/NRI wilde. Nadien zou de samenwerking tussen beide diensten verbeterd zijn.
De Dienst Nationale Recherche is bij de herinrichting van de politieorganisatie per 1 januari 2013 opgeheven en werd opgevolgd door de Dienst Landelijke Recherche. 
In Arnhem werken verschillende politie eenheden samen om drugscriminaliteit aan te pakken. Burgemeester Marcouch van Arnhem: 'Criminelen profiteren van locaties waar zij zich onbespied wanen. Willen wij van hen af, dan moeten we ze de voet dwars zetten met acties als deze, op bedrijventerreinen.' Daarom is gisteren het Arnhemse interventieteam gestart. Het team bestaat uit de Politie, Openbaar Ministerie, RIEC Oost-Nederland en gemeente Arnhem. Het team werkt nauw samen met andere overheidspartners zoals de Belastingdienst, Douane, Liander en ODRA. Ook ISZW (inspectie sociale zaken en werkgelegenheid) en NVWA (Nederlandse voedsel en warenautoriteit) ondersteunen het interventieteam.